# Сен-Тибо (Эна)
Сен-Тибо́ (фр. Saint-Thibaut) — коммуна во Франции, находится в регионе Пикардия. Департамент коммуны — Эна. Входит в состав кантона Фер-ан-Тарденуа. Округ коммуны — Суасон.
Код INSEE коммуны — 02695.

## Население
Население коммуны на 2010 год составляло 63 человека.
| 1962 | 1968 | 1975 | 1982 | 1990 | 1999 | 2010 |
| ---- | ---- | ---- | ---- | ---- | ---- | ---- |
| 78   | 84   | 64   | 49   | 45   | 57   | 63   |

## Экономика
В 2010 году среди 37 человек трудоспособного возраста (15—64 лет) 27 были экономически активными, 10 — неактивными (показатель активности — 73,0 %, в 1999 году было 68,8 %). Из 27 активных жителей работали 24 человека (13 мужчин и 11 женщин), безработных было 3 (2 мужчин и 1 женщина). Среди 10 неактивных 2 человека были учениками или студентами, 6 — пенсионерами, 2 были неактивными по другим причинам.